# Maytenus boaria

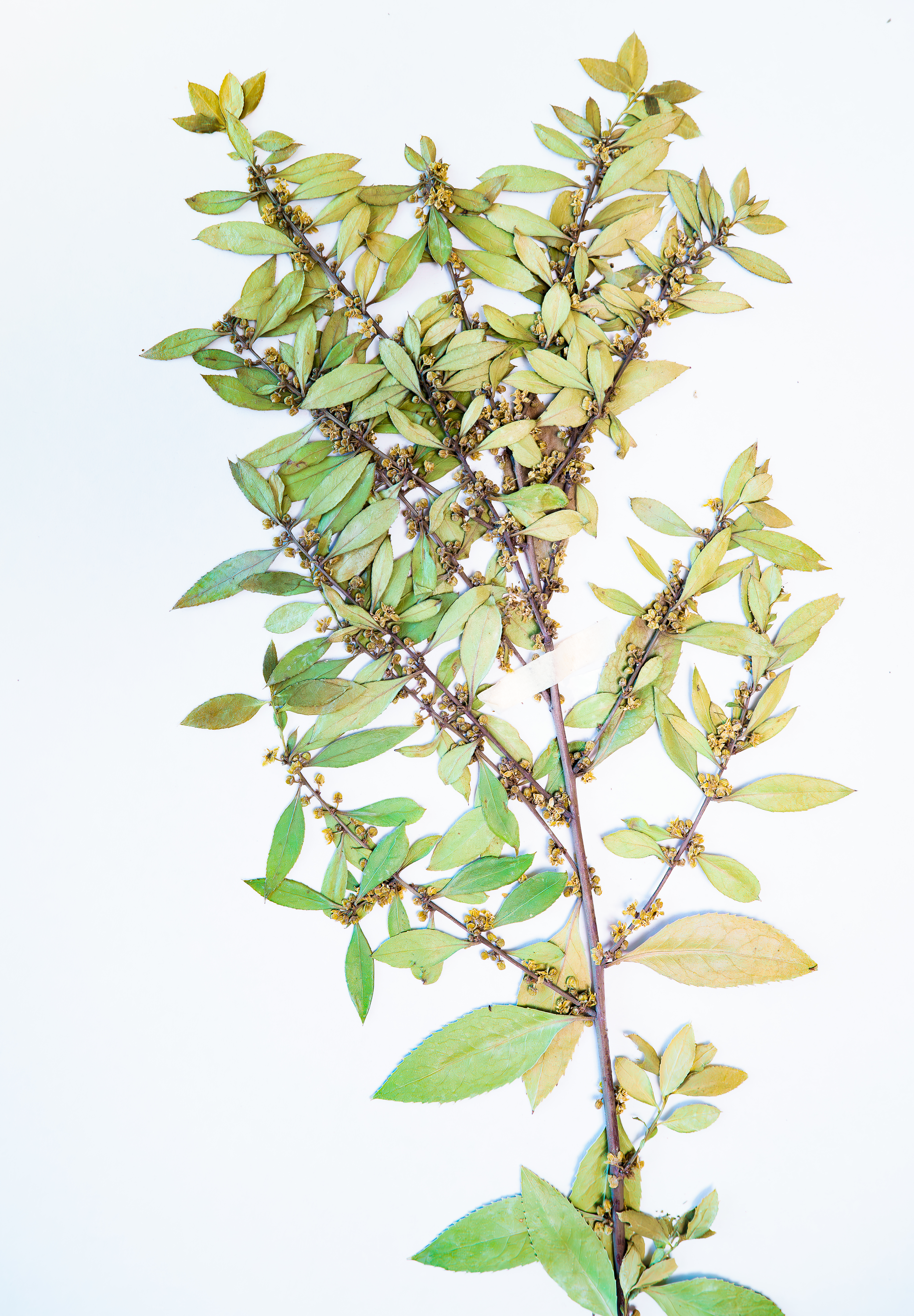
Maytenus boaria Molina (Celastraceae)

El maitén (Maytenus boaria Molina) es un árbol nativo de Argentina y Chile, originario de los Andes.

## Distribución
En Argentina habita al pie de la cordillera de los Andes en Tierra del Fuego, Santa Cruz, Chubut, Río Negro, Neuquén, Mendoza y San Juan,  contando con una población aislada en las sierras de Córdoba y en las sierras de San Luis. Tal vez se lo encuentre también en las sierras de Misiones.
En Chile se puede encontrar desde la región de Atacama, Coquimbo, Valparaíso, Región Metropolitana, O'Higgins, el Maule, Ñuble, Bio Bio, Araucanía, Los Lagos, los Ríos, Aisén y Magallanes y Antártica Chilena.
En Brasil se puede encontrar en Río de Janeiro, Río Grande del Sur, Parana, Santa Catarina y en Minas Gerais.
En Bolivia se puede encontrar en Chuquisaca, Cochabamba, La Paz y Santa Cruz.
Además fue introducida en Estados Unidos principalmente en California y en España .

## Descripción
Es un árbol siempreverde, elegante que llega a medir 20 m de altura. Tiene ramas delgadas, copa ancha, tronco recto, es cultivado para extraer aceite rico en carotenos y polifenoles
Sus hojas son pequeñas, simples, alternas, elípticas, de borde aserrado fino,  color verde claro, de entre 2,5 y 5 cm de longitud, provistas de un peciolo corto.

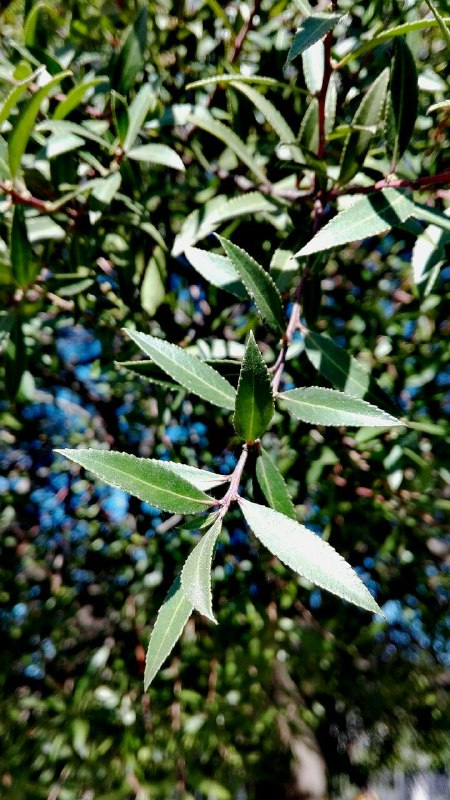
Hojas de Maitén

Las flores son pequeñas; las masculinas son de color amarillo amarronado y las femeninas verdes con líneas púrpuras, en un mismo árbol puede haber flores femeninas, masculinas o hermafroditas. Florece de mediados de noviembre a enero.
El fruto es una cápsula amarilla bivalva, que contiene una o dos semillas, y se encuentra cubierta por una membrana de color rojo, estas semillas son ricas en ácido oléico que es precursor de la vitamina A y ácido linoleico, posee una alta capacidad antioxidante por su alto contenido en carotenos y polifenoles y la semilla tiene sobre el 61% de aceite fácilmente extraíble. Su semillas tienen gran poder de diseminación. Crece en terrenos fértiles aunque tolera condiciones de sequía y su producción de semillas ricas en aceite es muy alta.
Suele ser usada como leña, para producir carbón vegetal, y como alimento para ganado de donde viene su nombre (boaria significa "relativo al ganado" en latín), porque los animales buscan afanosamente sus hojas para comer.
Especie de flora apícola, sus flores combinadas con las abejas europeas introducidas producen una deliciosa miel.
Pese a sus requisitos de humedad, el maitén es casi siempre el primero de los árboles que se encuentra en el límite oriental de los bosques andinopatagónicos, allí donde se produce el ecotono con las estepas de la Meseta patagónica. Al hallarse siempre en ambientes húmedos, se cree que son indicadores de napas o corrientes de agua cuando están asociados con el radal. Más al norte se ubican bosques de maitén en zonas elevadas y frescas de las Sierras de Córdoba (i.e.: Pampa de Achala).

## Composición química
Hoja: Dentro de su composición química se pueden identificar compuestos como: Compuestos fenólicos, flavonoides (como quercetina) y taninos. Estos presentan actividad  antioxidante y antimicrobiana.
Semilla: Dentro de su composición química se pueden identificar compuestos como: Sesquiterpenos tipo agarofurano, polifenoles, carotenoides, aceites esenciales y aceites fijos (ácido oleico y linoleico). Estos presentan mayormente efecto antioxidante y valor nutricional.
Corteza: Dentro de su composición química se pueden identificar compuestos como: Triterpenos (friedelina, lupeol, β-amyrina) y taninos. Estos presentan principalmente efectos astringente y antiinflamatorio.

## Cultivo
Este árbol ha sido plantado y se ha aclimatado en California y en España, También se le ha plantado en la costa norte del Pacífico de los Estados Unidos.  Por la adaptabilidad del Maitén los rendimientos de semillas con más del 61 % de aceite rico en ácido oleico precursor de la vitamina A es alta en una gran diversidad de climas, el sabor del aceite es considerado gurmé y se están estableciendo los primeros cultivos en Chile. Los árboles que crecen en los bosques de Argentina viven en un clima más continental y son más resistentes al frío que los de Chile; pero ninguna fuente de procedencia se ha seleccionado de Argentina para su cultivo en Europa continental.

## Propiedades farmacológicas
Datos farmacológicos: Posee propiedades antinflamatorias, febrífugas, depurativas, anodinas (que calma el dolor) y antialérgicas. 
Se usa tradicionalmente de manera interna para la fiebre y afecciones del hígado. Se prepara una infusión con hojas y se recomienda el consumo de 1 taza 3 veces al día. También tiene un uso externo para erupciones cutáneas y dolores de torceduras, para esto se utiliza la misma infusión pero aplicada en la piel.

## Aplicaciones
Usos comestibles: Con los brotes primaverales del maitén se pueden preparar diversas recetas. Los brotes más tiernos se recogen y se remojan durante unos 30 minutos en agua tibia con sal para suavizarlos, antes de aliñarlos y disfrutar de ellos en ensaladas. También son ideales para elaborar tortillas y fritos: se mezcla harina con huevos y verduras finamente picadas, se añaden los brotes y luego se fríen en aceite caliente. Este plato resulta un excelente acompañamiento para cualquier preparación principal. Otra opción es freírlos junto con ajo, sirviéndose como complemento perfecto para ensaladas. Por otro lado, de las semillas del maitén se extrae un aceite ligeramente amargo, que destaca como un sustituto eficiente del aceite de linaza
Otros: La madera del maitén es utilizada en la elaboración artesanías, y antiguamente ha sido muy utilizada como carbón y leña

## El género Maytenus
Existen varias especies del género Maytenus: cuatro en Chile y nueve en Argentina, algunas de ellas similares en aspecto al maitén, otras muy diferentes se ubican generalmente en Chile.

## Etimología
El nombre Maytenus deriva del mapudungun, específicamente de los términos "maghtén" o "mañtun", que se traducen como "árbol" y que los mapuches usaban para nombrar a esta planta. Por su parte, el epíteto específico boaria tiene raíces latinas, del vocablo "boarius", que significa "bovino". Esto se debe, como señaló el naturalista Juan Ignacio Molina, a la preferencia del ganado por las hojas de este árbol .

## Sinónimos
- Boaria chilensis Phil.
- Boaria molinae DC.
- Celastrus maytenus Willd.
- Celastrus uncinatus Ruiz & Pav.
- Maytenus boaria var. angustifolia Turcz.
- Maytenus dulensis var. angustifolia DC.
- Maytenus nemulatus C.Presl
- Senacia maytenus Lam.
- Celastrus boaria (Molina) Baill.
- Maytenus angustifolia Mattos & NF Mattos.
- Maytenus boaria var. latifolia reissek.
- Maytenus chilensis DC.
- Maytenus uncinata (Ruiz & Pav.) Don